# ابراهیم سالم سعد
ابراهیم سالم سعد (انگلیسی: Ibrahim Salim Saad؛ زادهٔ ۱۹۷۲) یک بازیکن فوتبال اهل عراق است.
از باشگاه‌هایی که در آن بازی کرده‌است می‌توان به صلاح‌الدین، اربیل، و تیم ملی فوتبال عراق اشاره کرد.
وی همچنین در تیم ملی فوتبال تیم ملی فوتبال عراق بازی کرده است.